# Fredsoppositionen
Fredsoppositionen är i Finland benämning på en huvudsakligen parlamentarisk opposition som bedrevs mot regeringspolitiken under fortsättningskriget. Företeelsen hade sina rötter i det tidiga 1930-talets opposition mot Lapporörelsen, och tankegångarna fick en större tyngd sedan de kommit att omfattas av inflytelserika politiker inom fredsoppositionen.
Fredsidén hade tidigt vunnit en viss spridning inom Helsingfors svenskspråkiga intelligentia och i vänstersocialistiska kretsar. En organiserad fredsopposition uppstod först inom det socialdemokratiska partiet, där en grupp oliktänkande under ledning av Jaakko William Keto växte fram hösten 1942. Den största aktiva insatsen gjordes dock av ett antal yngre politiker och publicister inom Svenska folkpartiet, som i början av 1943 helt vanns för fredsoppositionens sak. Fredsoppositionen hade en lös organisation, verksamheten bars upp av en kärna av aktiva deltagare, kring vilken en ring av sympatisörer samlades. Inom det samarbete som etablerades mellan de olika oppositionsgrupperna bildade J.W. Keto, Nils Meinander, Atos Wirtanen, Ragnar Ölander och Laurin Zilliacus den högsta ledningen. 
Den utåt mest synliga yttringen av fredsoppositionens verksamhet var en adress, undertecknad av 33 prominenta medborgare, som den 20 augusti 1943 överlämnades till president Risto Ryti; i den uppmanades statsledningen att skrida till åtgärder för att åstadkomma en separatfred mellan Finland och Sovjetunionen. Vissa krafter utgav ett illegalt informationsblad (1943) och en illegal stencilerad skrift, Selvät sanat (1944), som postades till regeringsmedlemmarna, riksdagsmännen och andra inflytelserika medborgare. Budskapet i den sistnämnda spreds till vidare kretsar genom att engelska radion läste upp valda stycken. Man gjorde även förberedelser för att etablera en exilregering i Sverige. Adressen, vars innehåll redan följande dag återgavs i rikssvensk press, framkallade en reaktion i form av den så kallade motadressen, som riktade sig mot det starka svenska inslaget i fredsoppositionen och hösten 1943 undertecknades av 6 500 personer i Svenskfinland. Denna motadress hade tillkommit på initiativ av de delvis extrema högerkretsar som till varje pris ville att Finland skulle fortsätta kriget på Nazitysklands sida.
Fredsoppositionens inflytande på den krigstida regeringens politik var av allt att döma ringa; däremot kom dess tankegångar i hög grad att sätta sin prägel på den efterkrigstida politiken, inte minst på utrikespolitikens område. Inom fredsoppositionen uppfattades det dock som betydelsefullt, att omvärlden blev uppmärksammad på att det i Finland existerade krafter som motsatte sig regeringens till synes fredsovilliga politik. Fredsoppositionen hade i detta syfte kontakter med bland annat amerikanska ambassaden.
Fredsfrågan diskuterades givetvis även i andra kretsar. I industrimannen Holger Nystens (1905–1964) tjänsterum sammanträffade sålunda under våren 1944 bland andra Eero A. Wuori, Karl-August Fagerholm, Urho Kekkonen, Sakari Tuomioja, Åke Gartz, Johan Otto Söderhjelm, Ralf Törngren och Carl Olof Frietsch.